# Ludwig Gebhard von Hoym (1678–1738)
Ludwig Gebhard von Hoym (ur. 1678 w Droyßig; zm. 6 maja 1738 tamże) – królewsko-polski i elektorsko-saski rzeczywisty tajny radca, właściciel dóbr Droyßig i Sławięcice.
Pochodził z anhalckiego rodu von Hoym. Był synem królewsko-polskiego i elektorsko-saskiego tajnego radcy Ludwiga Gebharda von Hoyma oraz młodszym bratem także królewsko-polskich i elektorsko-saskich tajnych radców Adolfa Magnusa i Carl Siegfrieda.